# Stick Season (singolo)
Stick Season è un singolo del cantautore statunitense Noah Kahan, pubblicato l'8 luglio 2022 come primo estratto dal terzo album in studio omonimo.

## Descrizione
L'espressione stick season è utilizzata in Nuova Inghilterra per indicare il periodo compreso tra Halloween e l'inizio della stagione invernale, definito da Kahan «un periodo di passaggio» e «super deprimente».
Il brano è stato inizialmente eseguito durante una diretta Instagram nell'ottobre 2020 e durante il tour The I Was / I Am Tour. La sua popolarità è cresciuta notevolmente nell'estate 2022 dopo essere andato virale sulla piattaforma TikTok.

## Video musicale
Il video musicale è stato reso disponibile attraverso il canale YouTube dell'artista il 14 ottobre 2022, data di uscita dell'album di appartenenza.

## Tracce
Testi e musiche di Noah Kahan e Gabe Simon.
1. Stick Season – 3:02

## Successo commerciale
Nel corso del 2024 Stick Season ha accumulato 1,14 miliardi di stream a livello globale, risultando la 10ª hit più venduta secondo l'International Federation of the Phonographic Industry.
Dopo aver debuttato nella Billboard Hot 100 nel mese di ottobre 2023, il singolo ha segnato la prima top ten di Noah Kahan nella classifica datata 24 febbraio 2024, grazie a 17,8 milioni di riproduzioni streaming, 15,9 milioni di passaggi radiofonici e 2 000 copie vendute. Ha raggiunto la massima posizione alla 9ª nella graduatoria del 27 aprile 2024. Nel mese di maggio ha raggiunto la vetta della classifica radiofonica Adult Pop.
Nel Regno Unito il brano ha raggiunto il primo posto durante la prima settimana del 2024 con 59 000 unità distribuite, di cui 57 749 provenienti dai servizi streaming e 1 251 copie digitali.  Ha trascorso un totale di sette settimane consecutive in cima alla classifica, al termine delle quali aveva già superato il milione di unità distribuite. Nella classifica dei singoli più venduti del 2024 nel Regno Unito, redatta dalla Official Charts Company, Stick Season si è classificato al primo posto con 1,99 milioni di unità accumulate, derivanti da 233 milioni di riproduzioni streaming e 35 000 copie digitali.

## Classifiche

### Classifiche settimanale
| Classifica (2022-24) | Posizione massima |
| -------------------- | ----------------- |
| Australia            | 1                 |
| Austria              | 32                |
| Belgio (Fiandre)     | 1                 |
| Canada               | 3                 |
| Danimarca            | 17                |
| Germania             | 44                |
| Irlanda              | 1                 |
| Norvegia             | 11                |
| Nuova Zelanda        | 2                 |
| Paesi Bassi          | 1                 |
| Portogallo           | 58                |
| Regno Unito          | 1                 |
| Stati Uniti          | 9                 |
| Svezia               | 15                |
| Svizzera             | 19                |

### Classifiche di fine anno
| Classifica (2023) | Posizione |
| ----------------- | --------- |
| Paesi Bassi       | 74        |
| Regno Unito       | 60        |
| Classifica (2024) | Posizione |
| Australia         | 62        |
| Belgio (Fiandre)  | 6         |
| Canada            | 5         |
| Danimarca         | 43        |
| Islanda           | 59        |
| Paesi Bassi       | 11        |
| Portogallo        | 114       |
| Regno Unito       | 1         |
| Stati Uniti       | 11        |

## Riconoscimenti
- BRIT Awards
  - 2024 – Candidatura alla canzone internazionale dell'anno[37]
  - 2025 – Candidatura alla canzone internazionale dell'anno[38]

- Billboard Music Awards[39]
  - 2024 – Candidatura alla miglior canzone rock

## Date di pubblicazione
| Paese  | Data            | Formato                      | Etichetta         | Nota   |
| ------ | --------------- | ---------------------------- | ----------------- | ------ |
| Mondo  | 8 luglio 2022   | Download digitale, streaming | Mercury, Republic | [ 40 ] |
| Italia | 25 gennaio 2024 | Radio                        | Island            | [ 41 ] |